# Gornje Vrhovine
Gornje Vrhovine es una localidad de Croacia en el municipio de Vrhovine, condado de Lika-Senj.

## Geografía
Se encuentra a una altitud de 773 m s. n. m. a 184 km de la capital nacional, Zagreb.

## Demografía
En el censo 2011 el total de población de la localidad fue de 300 habitantes.
| Gráfica de población de Gornje Vrhovine 1857-2011                   |
|                                                                     |
| Según los censos de población de la oficina estadística de Croacia. |